# Sân bay Sultan Azlan Shah

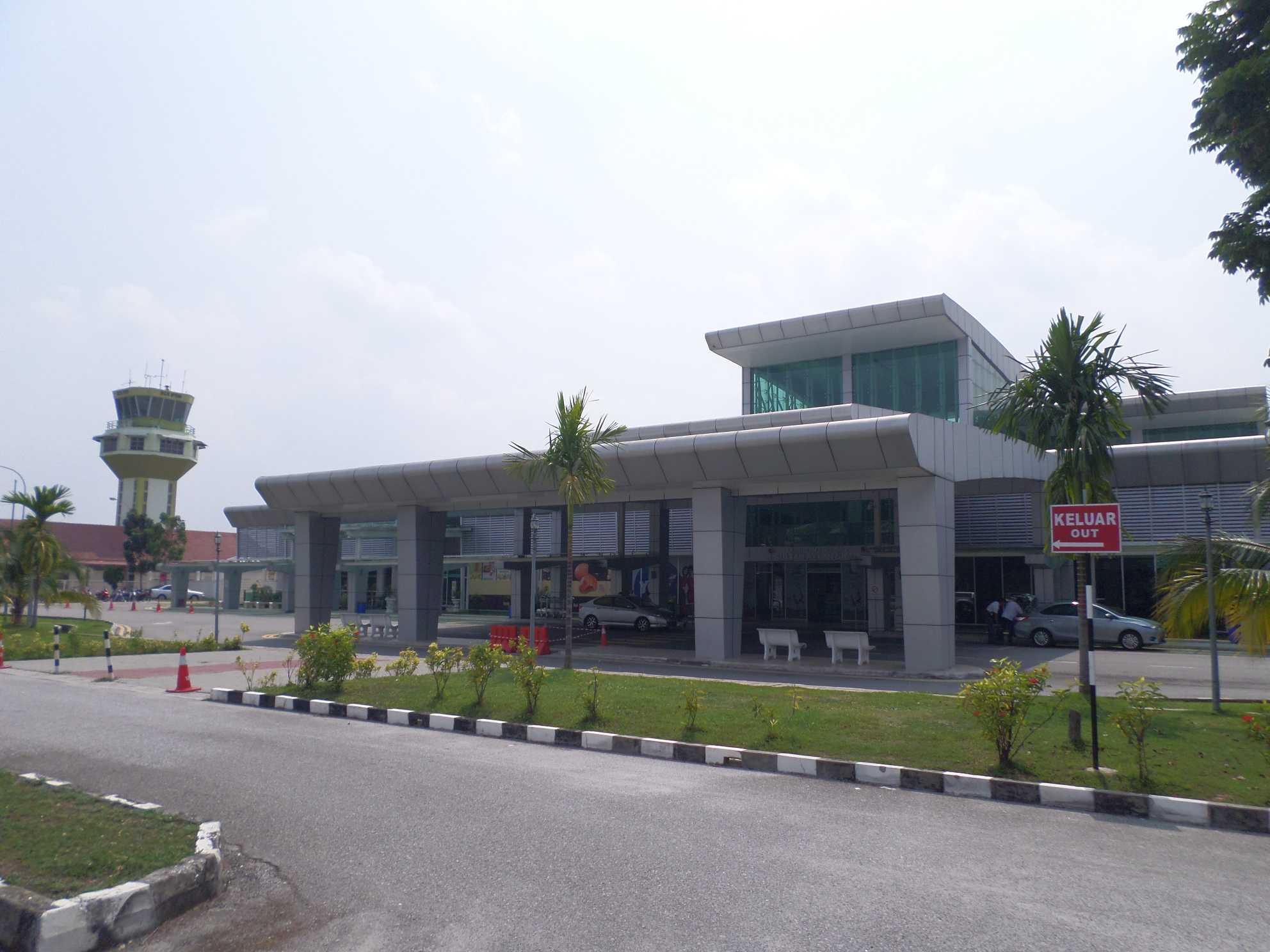
Sân bay Sultan Azlan Shah

Sân bay Sultan Azlan Shah (IATA: IPH, ICAO: WMKI) là một sân bay phục vụ Ipoh, Malaysia.

## Các hãng hàng không và các điểm đến
- Jatayu Airlines (Jakarta)
- Kartika Airlines (Medan)